# Haus Meyerich
Das Haus Meyerich ist ein Rittergut und ehemalige Burganlage am Westrand des Ortsteils Meyerich der Gemeinde Welver im Kreis Soest in Nordrhein-Westfalen.

## Geschichte
1364/69 wird Haus Meyerich erstmals in einer Urkunde als „curtis“ erwähnt. 1371 erscheint neben dieser auch ausdrücklich eine Burg in einer Urkunde. Sie dürfte ursprünglich der Sitz der Herren von Medrike, die ab 1242 als kurkölnische Ministeriale erscheinen, gewesen sein. Zum Zeitpunkt seiner Ersterwähnung war es aber vom Erzbistum Köln an die von Hertvelde, genannt Glassen, als Lehen vergeben worden. 1398 folgten die Familie Lappe, 1457 die von Plettenberg, 1651 die von Dincklage, 1745 die von der Recke zur Heidemühlen, 1762 die von Plettenberg zu Schwarzenberg und seit 1798 die Familie Smiths im Besitz der Anlage. 1724 wurde das letzte Mal in den Quellen zwischen dem Haus Meyerich und dem angeschlossenen Hof differenziert, anschließend erscheint Haus Meyerich nur noch als Gut in den Quellen.
Um 1450 wurde mit großer Wahrscheinlichkeit auf „Haus Meyerich“ der spätere Deutschordensmeister Wolter von Plettenberg geboren.

## Beschreibung
Heute existiert von der Burg nur noch eine von einer Gräfte umgebene Zwei-Insel-Anlage mit der Hauptburg im Südwesten. Schon im Urkataster sind keine Gebäude mehr auf dem Areal verzeichnet. Der moderne Hof Meyerich liegt südwestlich dieser Anlage.